# Patrick Urban
Patrick Urban (* 24. Dezember 1990 in Lübeck) ist ein deutsch-polnischer Karateka. Er war 2015 WSKA Weltmeister.

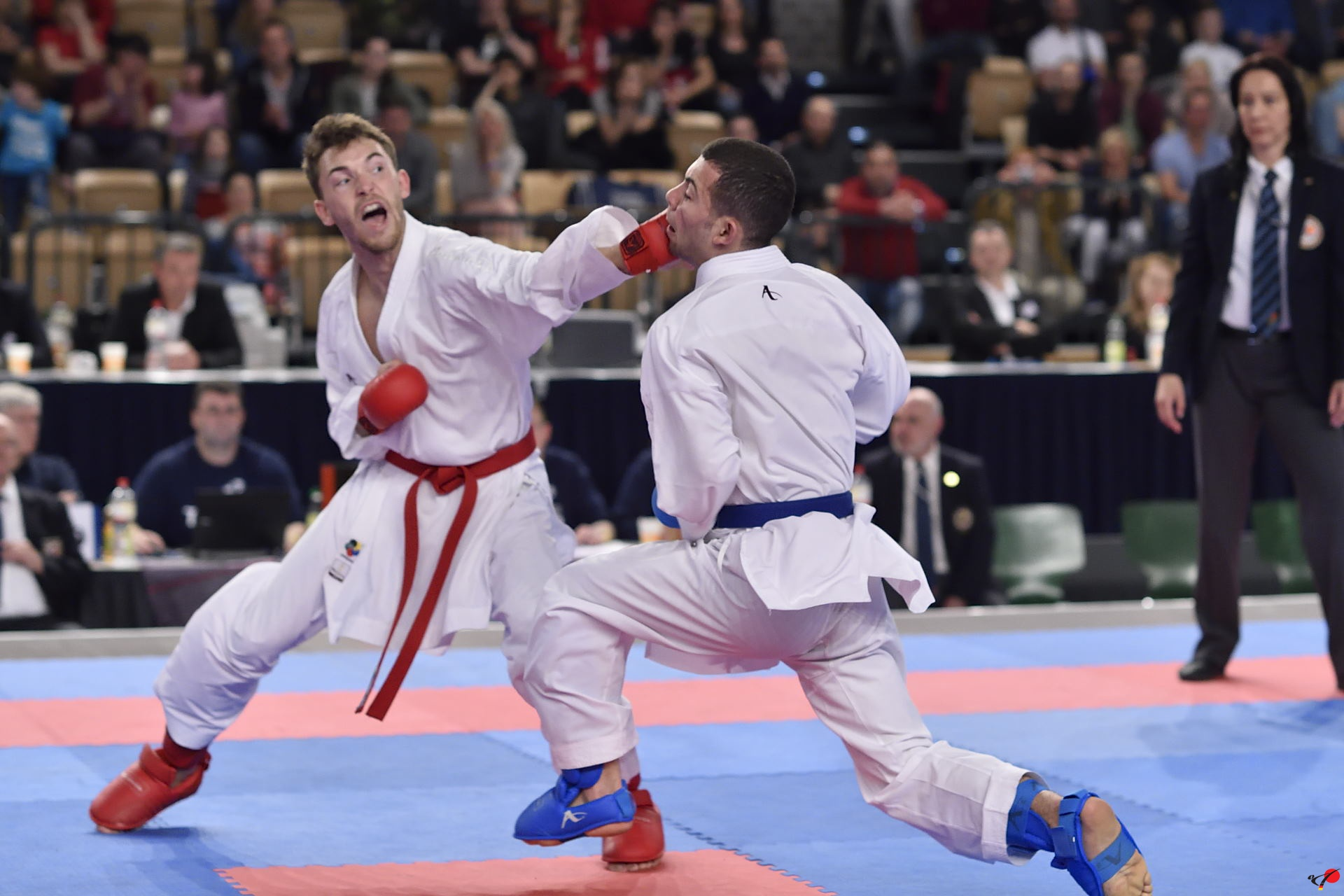
Finale Deutsche Meisterschaft Karate 2017 Patrick Urban, DKV

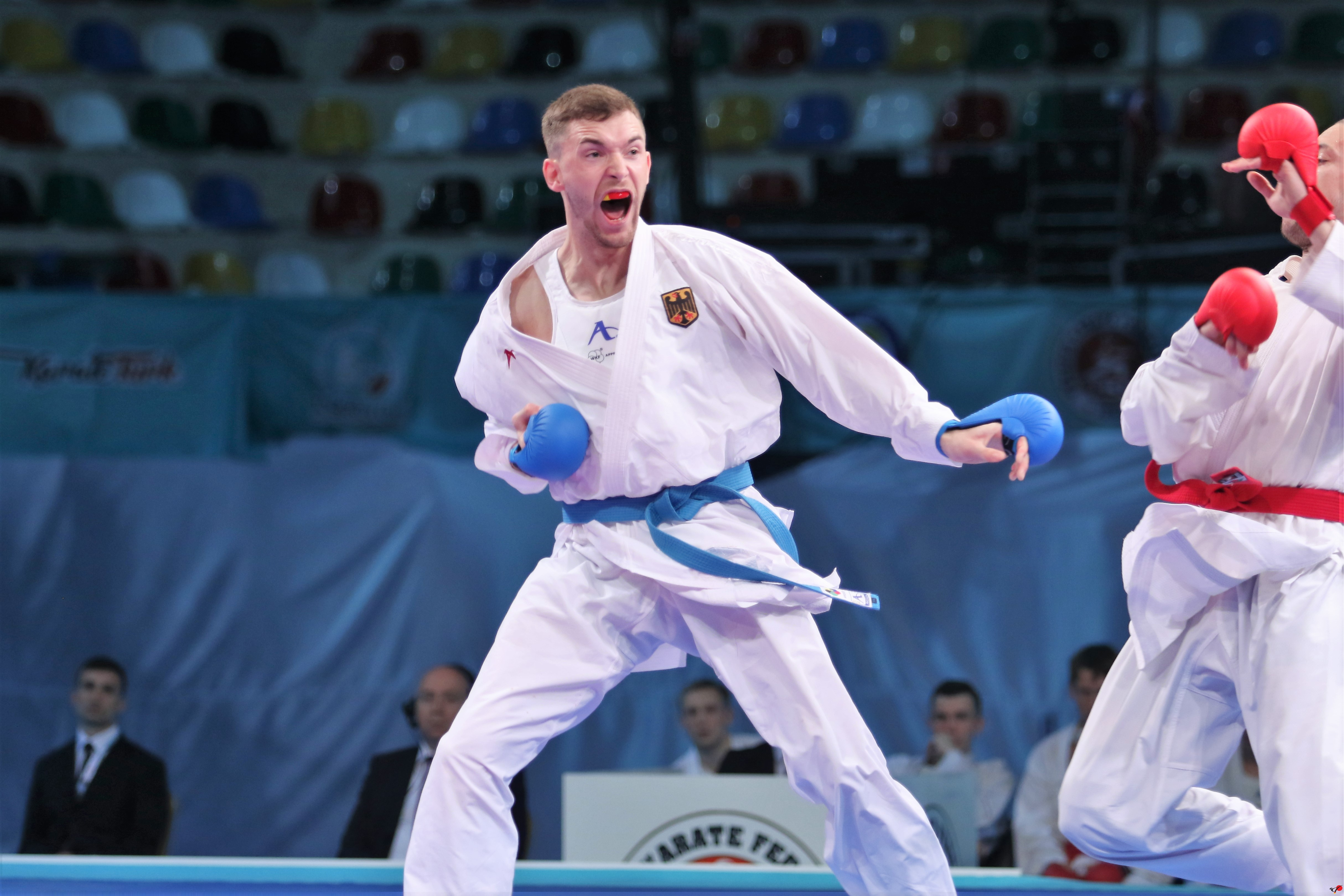
Urban gegen Horuna EM Kocaeli 2017, EKF

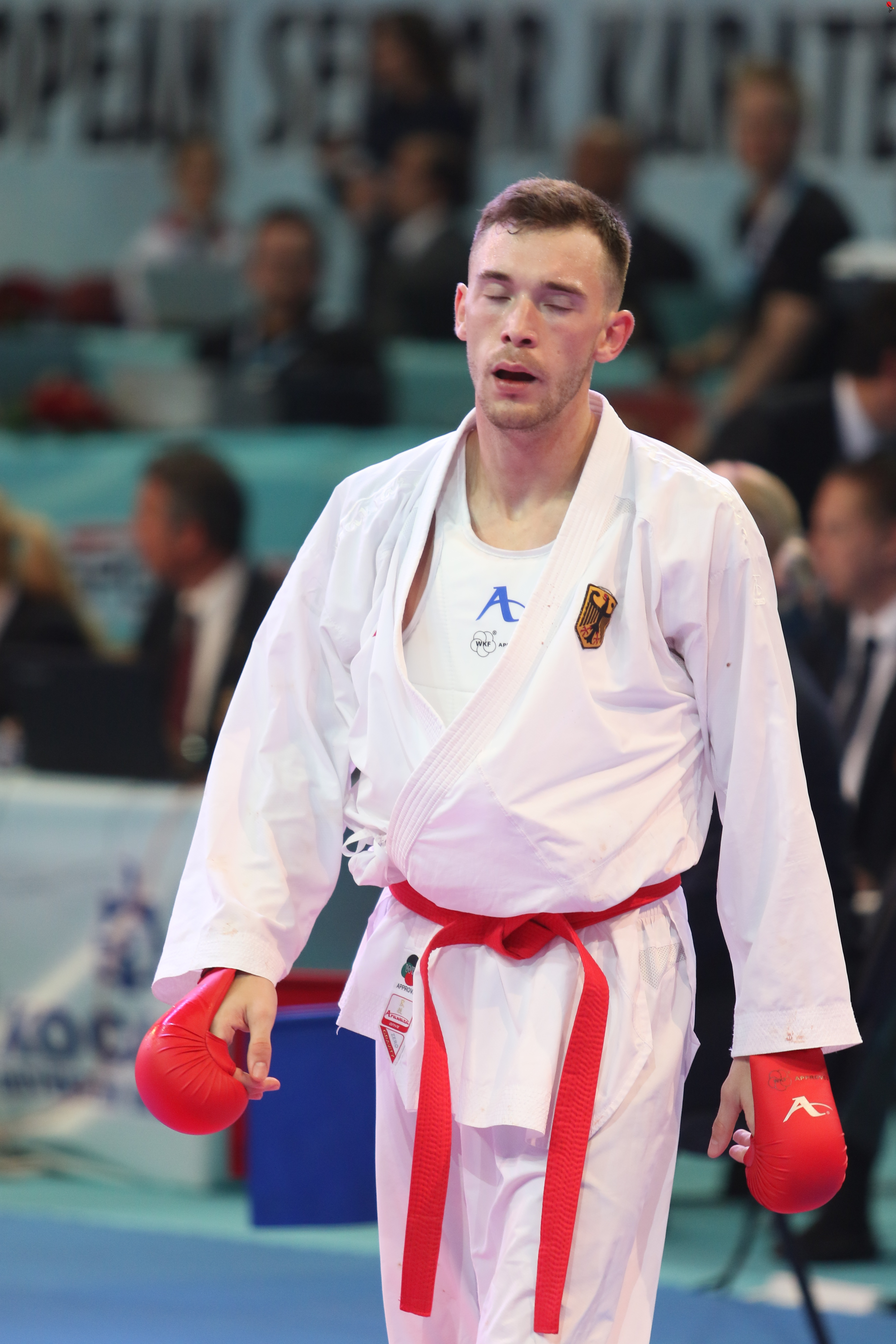
Urban EM Kocaeli 2017, EKF

## Sportlicher Lebenslauf
Patrick Urban begann im Alter von zehn Jahren im Karate-Dojo Lübeck mit dem Karateunterricht. Er ist mehrfacher Deutscher Meister in der Kategorie Kumite Herren -67 kg und Kumite Mannschaft.
Bei der World-Shotokan-Karate-Do-Weltmeisterschaft im Jahre 2013 in Liverpool konnte Urban sich die Silbermedaille mit der polnischen Kumite-Team-Auswahl sichern. 2015 siegte Urban mit der polnischen Nationalmannschaft im Finale über England und sicherte sich den WSKA-Weltmeistertitel. Seit 2002 ist Urban Mitglied des Landeskaders Schleswig-Holstein und konnte nationale und internationale Erfolge erzielen. 2013 wurde Urban mit der goldenen Ehrennadel des Karate-Verbandes Schleswig-Holstein ausgezeichnet. Zudem wurden Urban vom Landessportverband Schleswig-Holstein, der Landesregierung Schleswig-Holstein und der Hansestadt Lübeck zahlreiche Plaketten verliehen. Wegen besserer Perspektiven entschied sich Urban für einen Wechsel von der polnischen Nationalmannschaft in den Bundeskader des Deutschen Karate-Verbandes, für den er bereits im Juniorenkader gekämpft hat. Am 9. Dezember 2016 wurde er in den Bundeskader des Deutschen Karate-Verbandes berufen.

## Nationale Erfolge
- 2004 Landesmeister Schleswig-Holstein Kata
- 2006 1. Platz 8. Jugend-Sportspiele Mecklenburg-Vorpommern (-60 kg)
- 2006 1. Platz 8. Jugend-Sportspiele Mecklenburg-Vorpommern (Kumite Mannschaft)
- 2006 Landesmeister Mecklenburg-Vorpommern (-60 kg)
- 2006 Landesmeister Schleswig-Holstein (Kumite Mannschaft)
- 2007 Landesmeister Schleswig-Holstein (-60 kg)
- 2007 Landesmeister Schleswig-Holstein (Kumite Mannschaft)
- 2008 Landesmeister Schleswig-Holstein (-60 kg)
- 2008 Mitteldeutscher Meister (-63 kg)
- 2008 Mitteldeutscher Meister (Open)
- 2008 Mitteldeutscher Meister (+ 63 kg)
- 2008 3. Platz Deutsche Meisterschaft (-60 kg)
- 2009 Landesmeister Schleswig-Holstein(-67 kg)
- 2009 Landesmeister Mecklenburg-Vorpommern (-60 kg)
- 2009 Deutscher Meister (Kumite Mannschaft)
- 2010 Landesmeister Schleswig-Holstein (-67 kg)
- 2010 3. Platz Deutsche Meisterschaft (-67 kg)
- 2011 Landesmeister Schleswig-Holstein (-67 kg)
- 2011 3. Platz Polnische Meisterschaft (-67 kg)
- 2011 2. Platz Polnische Meisterschaft (Kumite Mannschaft)
- 2012 3. Platz Polnische Shotokan Meisterschaft (Open)
- 2013 Landesmeister Schleswig-Holstein (-75 kg)
- 2013 Landesmeister Schleswig-Holstein (Kata Einzel)
- 2013 Landesmeister Schleswig-Holstein (Allkategorie)
- 2013 3. Platz Deutsche Meisterschaft (-67 kg)
- 2013 2. Platz Polnische Meisterschaft (Kumite Mannschaft)
- 2013 Polnischer Meister (-67 kg)
- 2014 Landesmeister Schleswig-Holstein Kata
- 2014 Landesmeister Schleswig-Holstein Kumite (-67 kg)
- 2014 Landesmeister Schleswig-Holstein Kumite Allkategorie
- 2014 Polnischer Vizemeister (-67 kg)
- 2014 3. Platz Polnische Meisterschaft (Kumite Mannschaft)
- 2015 2. Platz Polnische Meisterschaft (-67 kg)
- 2015 2. Platz Polnische Meisterschaft (Kumite Mannschaft)
- 2016 2. Platz Polnische Meisterschaft (-67 kg)
- 2016 1. Platz Deutsche Meisterschaft (-67 kg)
- 2016 3. Platz Deutsche Meisterschaft (Kumite Mannschaft)
- 2017 1. Platz Deutsche Meisterschaft (Kumite Mannschaft)
- 2017 3. Platz Deutsche Meisterschaft (-67 kg)
- 2018 1. Platz Deutsche Meisterschaft (-67 kg)
- 2019 Landesmeister Schleswig-Holstein (-67 kg)[4]
- 2019 Landesmeister Schleswig-Holstein (Allkategorie)[5]

## Internationale Erfolge
- 2008 1. Platz Internationaler Shotokan-Cup -75 kg
- 2009 2. Platz Krokoyama-Cup -67 kg[6]
- 2009 1. Platz Internationaler Shotokan-Cup -75 kg
- 2009 Sieger European Young Star Randori -60 kg
- 2010 3. Platz Austrian Champions Cup -67 kg
- 2010 Sieger European Young Star Randori -67 kg
- 2010 Sieger Central Europe Open (Kumite Einzel) -67 kg
- 2010 3. Platz Central Europe Open (Kumite Mannschaft)
- 2011 3. Platz Austrian Champions Cup
- 2011 2. Platz Banzai Cup -67 kg
- 2011 7. Platz German Open -67 kg[7]
- 2012 1. Platz Ishoj Kumite Cup -67 kg
- 2013 1. Platz Ishoj Kumite Cup -67 kg
- 2013 9. Platz Europameisterschaft in Budapest (Kumite Mannschaft)
- 2013 9. Platz WSKA-Weltmeisterschaft (Kumite Einzel)[8]
- 2013 2. Platz WSKA-Weltmeisterschaft (Kumite Mannschaft) in Liverpool, England[9]
- 2013 5. Platz ESKA-Europameisterschaft (Kumite Mannschaft) in Póvoa de Varzim, Portugal
- 2014 11. Platz WKF-Weltmeisterschaften (Kumite Mannschaft) in Bremen, Deutschland
- 2015 7. Platz EKF-Europameisterschaften (Kumite Mannschaft) in Istanbul, Türkei
- 2015 1. Platz WSKA-Weltmeisterschaft (Kumite Mannschaft) in Bielsko-Biała, Polen
- 2017 5. Platz EKF-Europameisterschaften (Kumite Mannschaft) in Kocaeli, Türkei
- 2017 5. Platz WKFKarate 1 Series A  (Kumite Einzel – 67 kg) in Okinawa, Japan
- 2018 7. Platz WKFKarate 1 Premier League Dutch Open (Kumite Einzel – 67 kg) in Rotterdam, Niederlande
- 2019 3. Platz Internationaler Banzai Cup (-84 kg)[10]